# Good bye my love
「good bye my love」（グッド・バイ・マイ・ラブ）は、鬼束ちひろの21枚目のシングル。2016年11月2日に発売。

## 解説
ファンクラブ限定販売シングル「スター・ライト・レター」から約1年半ぶりのシングル。一般販売のCDシングルとしては、「This Silence Is Mine/あなたとSciencE」から約2年11ヵ月ぶりとなる。
本作は、ビクターエンタテインメントからのリリースであり、メジャーレーベルからのシングルリリースとしては、2011年の「青い鳥」以来約5年ぶりとなる。
通常盤と初回限定盤の2形態で発売され、一部店舗限定の先着購入特典としてポストカード（全6種のうち1枚）が付属。初回限定盤には、「good bye my love」と「夏の罪」のミュージック・ビデオを収録したDVDが付属している。
歌詞検索サイト「歌ネット」では、発売に先駆けて「good bye my love」の歌詞が先行掲載された。これに伴い、9月26日から10月3日までの間に、同楽曲の歌詞で気に入ったフレーズと感想をTwitterで投稿すると、抽選でプレゼントが当たるキャンペーンも実施された。
自身の公式サイトでは「good bye my love」と「夏の罪」の無音のメイキング映像が公開されており、ファンクラブ会員のみ視聴可能となっている。

## 収録曲

### CD
全作詞・作曲：鬼束ちひろ
1. good bye my love (6:02)[1]
編曲：鈴木正人
ピアノを基軸としたシンプルなバンドサウンドで、恋愛の終わりを歌った大人のミディアムバラード[8]。タイトルは、本人が以前から気に入っていたアン・ルイスの同名曲のタイトルから取ったものである[9]。本人曰く「月光」のような感情をぶつける制作スタイルとは違い、「私が50歳、60歳になっても歌えるか」を考えながら、穏やかな気持ちで制作したという[9]。
2. 夏の罪 (4:20)[1]
編曲：羽毛田丈史
2015年に花岡なつみへ提供した楽曲のセルフカバー。13年ぶりに羽毛田がプロデュースを手掛けた[5]。
3. 碧の方舟 (acoustic version) (5:48)[1]
編曲：富樫春生
表題曲「good bye my love」と同時期に書かれた楽曲のアコースティックバージョン[8]。オリジナルバージョンは翌2017年2月1日発売のアルバム『シンドローム』に収録されている。
4. 月光 (Live) Live at 日本橋三井ホール on April 10, 2016 (5:19)[1]
編曲：富樫春生
2016年4月10日に日本橋三井ホールで開催されたワンマンライブ「TIGERLILY」のライブ音源。

### 初回限定盤DVD
1. good bye my love (Music Video)
2. 夏の罪 (Music Video)

## 収録アルバム
good bye my love
- 『シンドローム』
- 『REQUIEM AND SILENCE』

夏の罪
- 『REQUIEM AND SILENCE』

碧の方舟
- 『シンドローム』